# Blankbaksrovfluga
Blankbaksrovfluga (Stilpnogaster aemula) är en tvåvingeart som först beskrevs av Johann Wilhelm Meigen 1820.  Blankbaksrovfluga ingår i släktet Stilpnogaster och familjen rovflugor. Enligt den svenska rödlistan är arten starkt hotad i Sverige. Arten förekommer i Götaland. Artens livsmiljö är stadsmiljö, skogslandskap. Inga underarter finns listade i Catalogue of Life.